# 소니 엑스페리아 Z1 컴팩트
소니 엑스페리아 Z1 컴팩트(Sony Xperia Z Compact)는 소니 모바일 커뮤니케이션스에서 제조/판매하는 안드로이드 스마트폰이다.
2014년 1월 6일 소비자 가전 전시회 2014 (CES 2014)에서 공개하여, 2014년 2월에 글로벌모델이 출시되었다.

## 연혁
- 2014년 1월 8일 : 소비자 가전 전시회 2014에서 제품 공개
- 2014년 1월 24일 : 일본 전용모델을 시작으로 글로벌 모델 출시

## 디자인
배터리는 내장형으로 본체가 일체형이며, 뒷면은 강화유리를 이용하였으며, 스피커와 마이크를 제외한 모든 부분을 고무 마개까지 합하여 2중 마개로 처리하여 방수가 된다.
글로벌 모델은 뒷면을 강화유리가 아니라 플라스틱으로 변경 출시 하였다.

### 방수/방진
IP55, IP58 수준의 방수, 방진을 지원한다.

### 색상
- 블랙
- 화이트
- 핑크
- 옐로우

## 특수 기능

### 기타 기능

#### exFAT
exFAT포맷을 지원하여 용량이 4 GB이상인 파일을 사용할 수 있으며, 외장메모리에도 이 기술이 적용되었다.

## 경쟁 기종
- 삼성 갤럭시 S4 미니

## 같이 보기
- 소니 엑스페리아 Z 시리즈
- 스마트폰 비교